# Gražvydas (imię)
Grażvydas, Grażwid, lit. Gražvydas – imię pochodzenia bałtyckiego. Obecnie imię to jest powszechne na terenach dzisiejszej Litwy oraz Łotwy.
Osoby o imieniu Gražvydas
- Gražvydas Mikulėnas – litewski piłkarz